# Dabba
Dabba is een geslacht van rechtvleugeligen uit de familie veldsprinkhanen (Acrididae). De wetenschappelijke naam van dit geslacht is voor het eerst geldig gepubliceerd in 1933 door Uvarov.

## Soorten
Het geslacht Dabba  is monotypisch en omvat slechts de volgende soort:
- Dabba bampura (Uvarov, 1933)